# 勞瑞安·傑內斯特
勞瑞安·傑內斯特（英語：Lauriane Genest，1998年5月28日—），加拿大單車運動員，她代表加拿大隊參加了日本舉行的2020年夏季奧林匹克運動會，並且在女子凱林賽上獲得銅牌。